# Neobisium polonicum
Neobisium polonicum – gatunek zaleszczotka z nadrodziny Neobisioidea, rodziny Neobisiidae i podrodziny Neobisiinae. Wpisany do Polskiej Czerwonej Księgi Zwierząt, gdzie posiada status zagrożenia: „bardzo wysokiego ryzyka” (EN), a od października 2014 objęty w Polsce ścisłą ochroną gatunkową.

## Biologia
Brak danych na ten temat. Prawdopodobnie, jak większość zaleszczotków, gatunek drapieżny.

## Biotop
Gatunek ten żyje w górskich i podgórskich lasach, gdzie bytuje pod kamieniami, płytami piaskowca lub w ściółce.

## Występowanie
Neobisium polonicum jest gatunkiem bardzo rzadkim, endemicznym dla Karpat Wschodnich. Wykazywany dotąd z Polski, Rumunii, Słowacji i Ukrainy. W Polsce znany z Beskidu Niskiego i Bieszczadów.